# Ferraria uncinata
Ferraria uncinata är en irisväxtart som beskrevs av Robert Sweet. Ferraria uncinata ingår i släktet Ferraria och familjen irisväxter. Inga underarter finns listade i Catalogue of Life.

## Bildgalleri

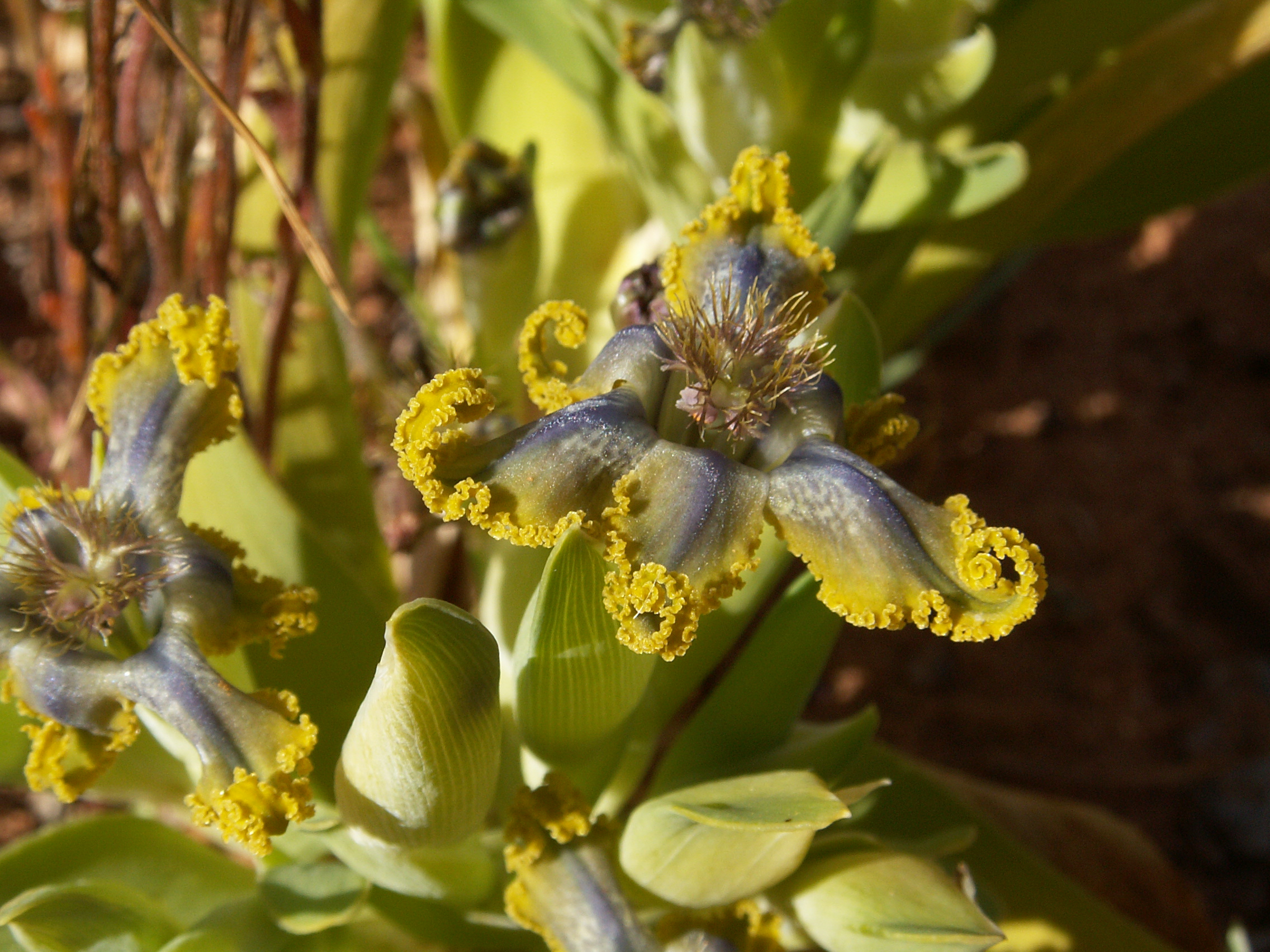